# Квяткувек (Мазовецьке воєводство)
Квяткувек (пол. Kwiatkówek) — село в Польщі, у гміні Кампінос Варшавського-Західного повіту Мазовецького воєводства.
Населення — 67 осіб (2011).

## Демографія
Демографічна структура станом на 31 березня 2011 року:
|          | Загалом | Допрацездатний вік | Працездатний вік | Постпрацездатний вік |
| -------- | ------- | ------------------ | ---------------- | -------------------- |
| Чоловіки | 30      | 6                  | 22               | 2                    |
| Жінки    | 37      | 8                  | 22               | 7                    |
| Разом    | 67      | 14                 | 44               | 9                    |